# Nubl
Nubl (arabsky: نبل, Nubbul nebo také Nubbol) je malé město v severní Sýrii, ležící severozápadně od Aleppa. Podle Syrského ústředního statistického úřadu (CBS) měl Nubl při sčítání lidu v roce 2004 celkem 21 039 obyvatel. Obyvateli jsou převážně šíité a společně s nedalekou al-Zahraou tvoří Nubl malou, šíity obydlenou oblast v převážně sunnitském regionu v guvernorátu Aleppo. 
Nubl je správní centrum okresu Azaz na Nahiya Nubl.

## Syrská občanská válka
Nubl a al-Zahraa byli v obležení protivládní Svobodnou syrskou armádou, Frontou an-Nusrá (syrská větev al-Káidy) a Ahrár aš-Šám. Transport po zemi byl výrazně omezen a spoléhalo se na leteckou přepravu zboží syrskou armádou. Přestože vztahy mezi obyvateli Nublu a okolních vesnic byly obvykle přátelské, během probíhající Syrské občanské války protivládní stoupenci z okolních sunnitských vesnic tvrdili, že Nubl a al-Zahraa hostili provládní milice, které zahájily útoky proti stoupencům opozice. Mezi Nublem a pro-opozičními vesnicemi v okolí docházelo k četným únosům. Po měsících obléhání a neustálých recipročních únosů se lidové výbory (dne 27. března 2013) v obou městech dohodly na zahájení jednání se sunnitskými rebely. Dohodu o vyjednávání zorganizovaly kurdské strany ze sousedního regionu Kurd Dagh, který ovládali kurdští bojovníci Sjednocené demokratické strany. Výsledkem jednání bylo osvobození několika unesených osob na obou stranách. 
3. února 2016 ukončila obléhání ofenzíva syrské arabské armády a Hizballáhu.